# Superfecundação
Superfecundação é a fertilização de dois ou mais óvulos de um mesmo ciclo menstrual por espermatozoides provenientes de atos separados de relações sexuais, o que pode resultar em gêmeos com dois pais biológicos distintos. O termo "superfecundação" deriva de "fecundus", que significa "capaz de gerar prole". A superfecundação homopaternal ocorre quando dois óvulos separados são fertilizados pelo mesmo pai, resultando em gêmeos fraternos, enquanto a superfecundação heteropaternal é uma forma atípica de geminação em que, geneticamente, os gêmeos são meio-irmãos — compartilham a mesma mãe, mas pais diferentes.
Estima-se que um em cada doze nascimentos de gêmeos são antecedidos de superfecundação.

## Concepção
Os espermatozoides podem viver no corpo feminino por até cinco dias, e, uma vez que ocorre a ovulação, o óvulo permanece viável por 12 a 48 horas antes de começar a se desintegrar. A superfecundação ocorre mais comumente dentro de algumas horas ou dias após a primeira fertilização, com óvulos liberados durante o mesmo ciclo menstrual.
Durante a gravidez, a ovulação normalmente é suspensa para evitar que outros óvulos sejam fertilizados, aumentando assim as chances de uma gestação de termo completo. No entanto, se um óvulo for liberado de maneira atípica após a mulher já ter sido impregnada durante a ovulação anterior, existe a possibilidade de uma segunda gravidez, embora em um estágio de desenvolvimento diferente. Isso é conhecido como superfetação.

## Superfecundação heteropaternal
A superfecundação heteropaternal é comum em animais, como gatos e cães. Cães de rua podem gerar ninhadas em que cada filhote tem um pai diferente. Embora seja rara em seres humanos, casos já foram documentados. Em um estudo sobre seres humanos, a frequência de superfecundação heteropaternal foi de 2,4% entre gêmeos dizigóticos cujos pais estavam envolvidos em processos de paternidade.

## Casos envolvendo superfecundação
Em 1982, gêmeos com cores de pele diferentes foram descobertos como concebidos por meio de superfecundação heteropaternal.
Em 1995, uma jovem deu à luz gêmeos diamnióticos monocoriônicos, inicialmente supostos como gêmeos monocigóticos, até que um processo de paternidade levou a um teste de DNA, revelando que os gêmeos tinham pais diferentes.
Em 2001, foi reportado um caso de superfecundação monopaternal espontânea, quando uma mulher submetida a tratamento de fertilização in vitro (FIV) deu à luz quintupletos, embora apenas dois embriões tivessem sido implantados. O teste genético confirmou que a geminação não foi resultado da divisão dos embriões, e que todos os cinco meninos tinham o mesmo pai.
Em 2008, no programa Maury Show, um teste de paternidade ao vivo revelou uma superfecundação heteropaternal.
Em 2015, um juiz em New Jersey decidiu que um homem deveria pagar pensão alimentícia apenas para um dos gêmeos, pois ele era o pai biológico de apenas uma das crianças.
Em 2017, uma mãe de aluguel fecundada por fertilização in vitro deu à luz dois filhos: uma criança geneticamente não relacionada, proveniente de um embrião implantado, e uma criança biológica proveniente de seu próprio óvulo e do esperma de seu marido.
Em 2019, uma mulher chinesa foi relatada como tendo dado à luz dois bebês de pais diferentes, um sendo seu marido e o outro, um homem com quem ela mantinha um caso secreto durante o mesmo período.
Em 2022, uma jovem brasileira de Mineiros deu à luz gêmeos de dois pais diferentes, com quem teve relações sexuais no mesmo dia.

## Mitologia
A mitologia grega apresenta vários casos de superfecundação:
- Leda se deita com seu marido Tíndaro e com o deus Zeus, que se disfarça de cisne. Nove meses depois, ela dá à luz duas filhas: Clitemnestra, filha de Tíndaro, e Helena, filha de Zeus. Isso acontece novamente, e desta vez Leda dá à luz dois filhos: Castor, de Tíndaro, e Pólux, de Zeus.
- Alcmena se deita com Zeus, que se disfarça de seu marido Anfitrião; mais tarde, Alcmena se deita com o verdadeiro Anfitrião e dá à luz dois filhos: Íficles, de Anfitrião, e Héracles, de Zeus.
- Quíone se deita com Apolo e Hermes na mesma noite e engravida. Ela dá à luz dois filhos: Autólico, de Hermes, e Filamon, de Apolo.

## Representação na mídia
A questão da superfecundação foi abordada na novela brasileira Pedaço de Mim, produzida pela Netflix. Na trama, a personagem de Juliana Paes toma estimulantes hormonais para engravidar do marido e, após ser vítima de um estupro, descobre estar grávida de gêmeos — gêmeos estes que são filhos de pais diferentes.